# 제7차 십자군

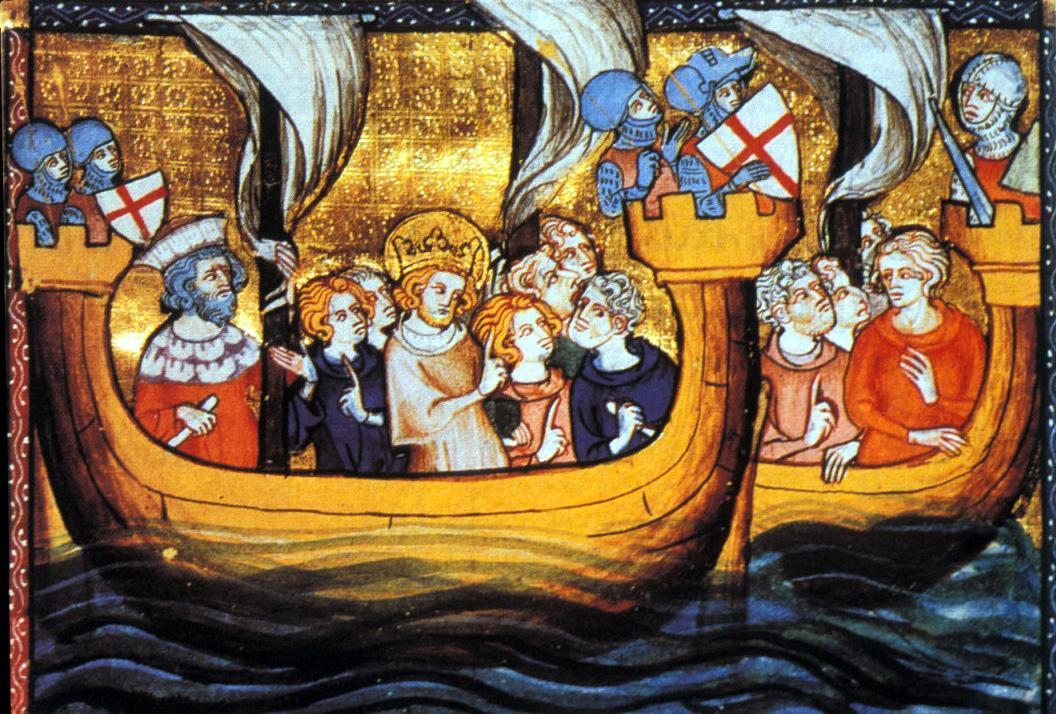

제7차 십자군은 1248년부터 1254년까지 루이 9세가 주도한 십자군이다.
인노센트 4세는 1245년의 리용 종교회의에서 제7회 십자군의 권청(勸請)을 행했다. 이 십자군은 1244년 호라즘 군(軍)에 의한 예루살렘 점령과 1247년의 아스칼론 함락, 그리고 안티오키아 후령(侯領)에 밀어닥친 몽골의 위협 등 프랑크 시리아의 새로운 움직임에 대응한 것이었다. 정의와 중용(中庸)을 추구한 성왕(聖王) 루이 9세는 이를 받아들여 1248년에 이집트로 향해 출범하였다. 그리고 이듬해에 다미에타를 점거했다. 이에 아유브 왕조의 술탄 앗사리프가 다미에타와 예루살렘을 맞바꾸자고 제의했으나 그는 이를 물리치고 친히 카이로 진격을 개시했다. 제5회 십자군의 전철을 밟은 것이다. 사실 이 거사는 예상에 어긋나 이집트군의 포위와 유행병의 만연(蔓延) 때문에 부득이 항복하지 않을 수 없었다. 그러한 소용돌이 속에서 아유브 왕조는 1250년 투르크인 용병(傭兵)에 의해서 무너지고, 새로이 마물루크 왕조가 성립되었다. 고액의 몸값을 치르고 루이 9세가 석방된 것은 이 마물루크 왕조 아래에서였다. 그 뒤 그는 시리아로 향하여 1250년부터 1254년에 걸쳐서 그 곳에 머물렀다. 그 사이 연안 여러 도시의 방위망을 강화하고, 반(反)마물루크 왕조 통일 전선의 결성을 호소했다. 그가 프란체스코회(會)의 수도사를 몽골 제국(帝國)의 몽케칸(汗)에게 파견한 것도 이러한 노선에 따른 일이었다.

## 같이 보기
- 십자군 국가
- 제8차 십자군
- 예루살렘 왕국